# Per Elisa (telenovela)
Per Elisa (Tu mundo y el mio) è una telenovela argentina del 1987,  scritta da Delia Fiallo e prodotta da Crustel S.A.,  in cui figurano come protagonisti, tra gli altri, gli attori Nohely Arteaga e Daniel Guerrero. Fu trasmessa in prima visione dalla rete televisiva argentina Canal 11 oggi Telefe  dal 20 aprile 1987 al 15 gennaio 1988 alle ore 13:00. In Italia andò in onda su Rete 4, tutti i giorni alle ore 10:00, dal 21 gennaio al 12 settembre 1991.

## Trama
Elisa Quintana vive in un quartiere povero di Buenos Aires con la nonna Josephine ed i fratelli Ornella ed Enzo. La famiglia è caduta in disgrazia dopo la morte dei genitori, Elisa è l'unica ad aver accettato la nuova situazione economica e manda avanti la famiglia con lavori saltuari. Al contrario, Ornella ed Enzo sono disposti a tutto pur di tornare a vivere nel lusso mentre Josephine vive rimpiangendo il gran mondo e pretende di essere ancora servita e riverita. L'anziana mal sopporta la rassegnazione di Elisa a cui preferisce di gran lunga Ornella. 
Elisa viene assunta dai coniugi Aguirre, Yolanda e Francesco, per impartire lezioni private alla figlia minore Adriana; la sua semplicità e spontaneità conquistano il cuore di tutta la famiglia. Giancarlo, il figlio maggiore, playboy incallito, si innamora perdutamente di lei e decide così di lasciare la fidanzata, Marzia, per sposare Elisa.
Ornella decide di sedurre Francesco per il suo denaro ed è decisa a farsi sposare. Dinnanzi alle lusinghe di una donna più giovane e attraente, l'uomo perde letteralmente la testa. 
Marzia si finge amica di Elisa per cercare di saperne di più su di lei: crede infatti che ella voglia arricchirsi sposando un uomo benestante; ingaggia inoltre un investigatore privato affinché pedini Francesco e scopra l’appartamento in cui egli incontra la sua amante; raggiunto lo scopo, rivela a Giancarlo l’indirizzo e l’orario in cui avrebbe potuto coglierli in flagrante.
Mentre fervono i preparativi per le nozze di Elisa e Giancarlo, Ornella rivela alla sorella di avere una relazione con il suo futuro suocero. Elisa decide quindi di parlare con Francesco per convincerlo a riconciliarsi con sua moglie; i due vengono sorpresi da Giancarlo il quale si convince che Elisa sia l'amante del padre e rompe il fidanzamento.
Giorni dopo Giancarlo, ubriaco e pazzo di gelosia, irrompe a casa di Elisa e, per rivalsa, approfitta di lei. Resosi conto della verginità della ragazza, Giancarlo realizza che ella non può essere l'amante di suo padre e le chiede perdono più e più volte ma Elisa lo caccia e decide di non vederlo mai più.
Ornella e Francesco si trasferiscono in una casa grande e lussuosa. La ragazza porta con sé l'anziana nonna Josephine la quale, già in cattive condizioni di salute, finisce per essere trascurata e muore sola. Malgrado Josephine fosse stata tutt'altro che amorevole nei suoi confronti, Elisa soffre più di tutti la perdita della nonna e accusa Ornella di non esserle stata vicina. 
Poco dopo Elisa scopre di essere incinta. Non volendo che Giancarlo lo venga a sapere, cambia dimora e trova lavoro presso l’ospedale il cui primario aveva curato Enzo in seguito a un incidente stradale. Non avendo più notizie di Elisa, Giancarlo propone a Marzia di sposarlo. 
La notizia della gravidanza di Elisa poco a poco comincia a diffondersi sino ad arrivare a Francesco che, ormai insoddisfatto della vita con Ornella, vuole redimersi e raccontare tutta la verità al figlio. Durante una discussione con Marzia, che era già al corrente della gravidanza di Elisa, Francesco ha un infarto ma riesce a salvarsi e, poco prima del matrimonio, rivela tutto al figlio. Gianluca corre da Elisa che però continua a rifiutarlo e sta ricevendo la corte del primario dell'ospedale in cui lavora.  
Nel frattempo Ornella è continuamente ricattata dal suo secondo amante, conosciuto durante un viaggio con Francesco, e che ora vuole estorcerle del denaro. I due restano vittime di un grave incidente d'auto: lui muore sul colpo, Ornella muore in ospedale dopo aver ottenuto il perdono di Elisa. Francesco e Yolanda si riconciliano. 
Yolanda va a trovare Elisa, le chiede perdono per averla disprezzata e, assieme ad Adriana, intercede per il figlio. Elisa accoglie e riabbraccia con gioia le due donne, perdona Giancarlo e accetta nuovamente di sposarlo.